# Rook en nevel
Rook en nevel is een hoorspel van Danilo Kiš. Nacht und Nebel werd op 20 april 1969 door de Süddeutscher Rundfunk uitgezonden. Gérard van Kalmthout vertaalde het en de KRO zond het uit in het programma Dinsdagavondtheater op dinsdag 6 april 1971 (met een herhaling op maandag 29 mei 1989). De regisseur was Léon Povel. Het hoorspel duurde 65 minuten.

## Rolbezetting
- Frans Somers (Andreas)
- Nel Snel (mevrouw Rigo)
- Bob Verstraete (Emil)

## Inhoud
De titel roept een verleden op, dat ook vandaag nog tussen de generaties staat: de ouderen, die passief of actief een historische periode van mensenverachting en mensenvernietiging beleefden en meestal verdrongen; en hun nakomelingen, die terecht opheldering vragen en verdringingen van de hand wijzen. Na twintig jaar komt een leerling bij zijn schooljuffrouw en haar man, om op concrete vragen concrete antwoorden te krijgen. Hij zou precies willen weten, hoe het toen was, welke rol zij in die periode gespeeld hebben. Onder een dekmantel van hoffelijkheid wordt hij echter afgescheept…